# Tong (Lewis and Harris)
Tong, schottisch-gälisch Tunga, ist eine Ortschaft auf der schottischen Hebrideninsel Lewis and Harris.

## Lage
Die Ortschaft liegt auf Lewis, dem Nordteil der Doppelinsel, an der Nordküste der Meeresbucht Broad Bay. Im Nordwesten geht Tong nahezu nahtlos in den Weiler Aird of Tong über. Newmarket befindet sich zwei Kilometer südwestlich, während Stornoway, der Hauptort der Insel, sich vier Kilometer südwestlich befindet. Tong liegt an der B895, eine Stichstraße, die bei Newmarket von der A857 abzweigt und in New Tolsta endet.

## Geschichte
Tong entwickelte sich als Crofter-Siedlung. Das Tong Farmhouse am Südrand der Ortschaft wurde 1808 ursprünglich als Pfarrhaus errichtet und in den 1850er Jahren zu einem Bauernhaus umgenutzt. Ab 1994 nutzte die Scottish Episcopal Church das aufgelassene Postamt als Kapelle. Mit der Aufgabe der Niederlassung im Jahre 2011 nutzten die Gemeindemitglieder wieder die St Peter’s Church in Stornoway beziehungsweise die St Moluag’s Church nahe dem Butt of Lewis.
Von 1871 bis 1881 stieg die Einwohnerzahl von Tong von 402 auf 454. Nachdem 1991 in Tong 635 Einwohner gezählt wurden, sank die Einwohnerzahl bis 2001 auf 527.
Aufmerksamkeit erfuhr Tong als Geburtsort Mary Anne MacLeods, der Mutter des US-Präsidenten Donald Trump.